# Ken André Olimb
Ken André Olimb (* 21. Januar 1989 in Oslo) ist ein norwegischer Eishockeyspieler, der seit Juli 2025 bei Vålerenga Oslo aus der norwegischen Elitehockeyligaen unter Vertrag steht und dort auf der Position des Stürmers spielt. Zuvor war Olimb unter anderem insgesamt zehn Spielzeiten für die Düsseldorfer EG und Schwenninger Wild Wings in der Deutschen Eishockey Liga (DEL) aktiv. Sein älterer Bruder Mathis ist ebenfalls professioneller Eishockeyspieler.

## Karriere
Olimb spielte während seiner Juniorenzeit für Manglerud Star. Im Alter von 16 Jahren wechselte er 2005 schließlich zum norwegischen Rekordmeister Vålerenga Oslo, mit dem er 2006 auf Anhieb den Meistertitel gewann. Parallel absolvierte er in seinen zwei Jahren bei Vålerenga auch einige Einsätze für die zweite Mannschaft des Klubs. Im Sommer 2008 wechselte der Stürmer erneut den Klub. Zwei Jahre lang lief er für die Frisk Tigers in der GET-ligaen auf, jedoch ohne weitere Erfolge zu feiern.

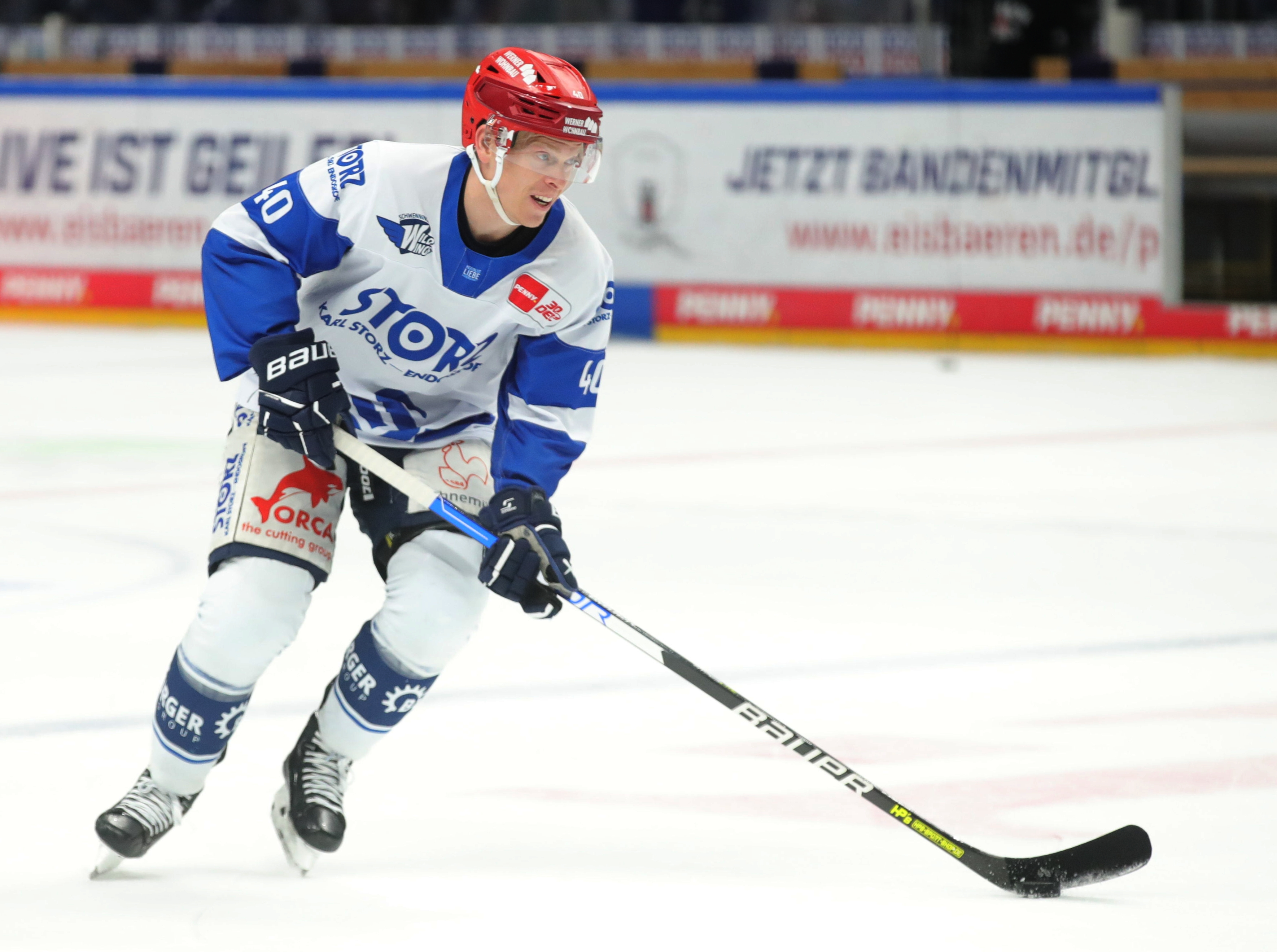
Olimb im Trikot der Schwenninger Wild Wings (2023)

Zur Saison 2010/11 wechselte der Norweger schließlich ins Ausland. Mit Leksands IF war er zwei Spielzeiten in der zweitklassigen schwedischen Allsvenskan aktiv. Im Sommer 2013 wechselte er vom schwedischen Klub BIK Karlskoga, wo er die Saison 2012/13 verbracht hatte, nach Deutschland zur Düsseldorfer EG. Bei der DEG stand er spätestens ab 2014 sinnbildlich für den Aufschwung des Klubs. In insgesamt 159 Partien gelangen ihm 131 Scorerpunkte (44 Tore, 87 Vorlagen). Im Verlauf des Spieljahres 2014/15 erreichte er mit seinem Team das Playoff-Halbfinale, in der Saison 2015/16 das Viertelfinale. Zudem bestritt er für die DEG sechs Spiele in der Champions Hockey League. Zum Spieljahr 2016/17 wechselte er zum Linköping HC nach Schweden in die Svenska Hockeyligan (SHL), auch weil er dort mit seinem Bruder Mathis zusammenspielen konnte. Für das Team aus Südschweden absolvierte Olimb exakt 100 Partien, in denen er auf 58 Scorerpunkte kam.
Wie bereits von 2013 bis 2016, stand Olimb ab der Saison 2018/19 beim deutschen Erstligisten Düsseldorfer EG unter Vertrag. Im Jahr 2018 erhielt er den Gullpucken als Norwegens Eishockeyspieler des Jahres. Nach dem Ablauf seines Dreijahresvertrages unterzeichnete Olimb im Mai 2021 beim Ligakonkurrenten Schwenninger Wild Wings und verbrachte dort insgesamt vier Spielzeiten, wobei er die gesamte Saison 2024/25 verletzungsbedingt verpasste und ohne Einsatz blieb. Im Sommer 2025 kehrte Olimb nach 17 Jahren zu seinem Ausbildungsverein Vålerenga Oslo zurück.

### International
Olimb vertrat sein Heimatland sowohl im Junioren- als auch im Seniorenbereich bei Weltmeisterschaften. Für die U18-Junioren Norwegens spielte er die U18-Junioren-Weltmeisterschaft 2006 und U18-Junioren-Weltmeisterschaft der Division I 2007. Mit den U20-Junioren lief er bei den Weltmeisterschaften der Division I in den Jahren 2007, 2008 und 2009 auf.
Im Seniorenbereich absolvierte der Stürmer für Norwegen die Weltmeisterschaften 2010, 2011, 2012, 2013, 2014, 2015, 2016, 2017, 2017 und 2018. Nachdem er 2019 nicht im Kader stand und die Weltmeisterschaft 2020 pandemiebedingt ausgefallen war, war er 2021, 2022 und 2023 wieder dabei. Zudem vertrat er sein Heimatland bei den Olympischen Winterspielen 2014 im russischen Sotschi sowie den Olympia-Qualifikationen für die Winterspiele 2018 im südkoreanischen Pyeongchang, 2022 in Peking und 2026 im italienischen Mailand.

## Erfolge und Auszeichnungen
- 2006 Norwegischer Meister mit Vålerenga Oslo
- 2007 Norwegischer Meister mit Vålerenga Oslo
- 2018 Gullpucken

## Karrierestatistik

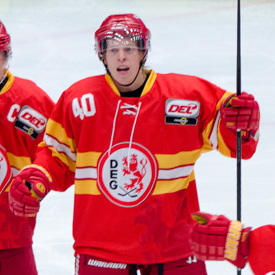
Olimb als Spieler der Düsseldorfer EG (2013)

Stand: Ende der Saison 2024/25

### International
Vertrat Norwegen bei:
| - U18-Junioren-Weltmeisterschaft 2006 - U20-Junioren-Weltmeisterschaft der Division I 2007 - U18-Junioren-Weltmeisterschaft der Division I 2007 - U20-Junioren-Weltmeisterschaft der Division I 2008 - U20-Junioren-Weltmeisterschaft der Division I 2009 - Weltmeisterschaft 2010 - Weltmeisterschaft 2011 - Weltmeisterschaft 2012 - Weltmeisterschaft 2013 - Olympischen Winterspielen 2014 - Weltmeisterschaft 2014 | - Weltmeisterschaft 2015 - Weltmeisterschaft 2016 - Qualifikationsturnier für die Olympischen Winterspiele 2018 - Weltmeisterschaft 2017 - Olympischen Winterspielen 2018 - Weltmeisterschaft 2018 - Weltmeisterschaft 2021 - Qualifikationsturnier für die Olympischen Winterspiele 2022 - Weltmeisterschaft 2022 - Weltmeisterschaft 2023 - Qualifikationsturnier für die Olympischen Winterspiele 2026 |

(Legende zur Spielerstatistik: Sp oder GP = absolvierte Spiele; T oder G = erzielte Tore; V oder A = erzielte Assists; Pkt oder Pts = erzielte Scorerpunkte; SM oder PIM = erhaltene Strafminuten; +/− = Plus/Minus-Bilanz; PP = erzielte Überzahltore; SH = erzielte Unterzahltore; GW = erzielte Siegtore; 1 Play-downs/Relegation; Kursiv: Statistik nicht vollständig)